# Јосеф Ресел
Јосеф Лудвиг Франц Ресел (чеш. Josef Ludvík František Ressel; Цхрудим, 29. јун 1793 — Љубљана, 9. октобар 1857) био је један аустријско/словеначко/чешки шумар и проналазач, као и песник, а прославио се нарочито проналазком бродског пропелера.
Ресел је био проналазач бродског пропелера. Потиче из чешко-немачке породице — његов отац је био чешки Немац, а мајка му је била Ромкиња. 1809. године је био примљен на артиљеријску школу у Чешким Будјејовицама, али због слабости није постао официр. Требало је да студира медицину, али је завршио шумарство, за које је добио стипендију у Маријенбруну, код Беча. После тога је радио као шумар у Хрватској и Словенији, на територији Аустроугарске.
У Костајници, на реци Крки, први пут је тестирао свој бродски пропелер. 1827. године је патентирао проналазак. Умро је пре него што је његов проналазак добио било какво признање. Тек 1886. године је за свој проналазак добио признање од америчке академије наука у Вашингтону.
Јосеф Ресел је осим бродског пропелера пронашао пресу за производњу вина и уља, као и куглички лежај без мазања, бусолу и неке друге производе.
У 28. години се оженио осамнаестогодишњом Јакобином Оребих и са њом имао троје деце. 1926. године Јакобина је умрла, па се поново женио 1830. године са Терезијом Кастелчиковом, са којом је имао седморо деце.